# HD142884
HD142884 — хімічно пекулярна зоря спектрального класу B9, що має видиму зоряну величину в смузі V приблизно  6,8.
Вона  розташована на відстані близько 398,7 світлових років від Сонця.

## Пекулярний хімічний склад
Зоряна атмосфера HD142884 має підвищений вміст 
Si
.

## Магнітне поле
Спектр даної зорі вказує на наявність магнітного поля у її зоряній атмосфері.
Напруженість повздовжної компоненти поля оціненої з аналізу
крил ліній Бальмера
становить  285,4± 279,2 Гаус.